# 夏原平次郎
夏原 平次郎（なつはら へいじろう、1919年〈大正8年〉5月30日 - 2010年〈平成22年〉6月19日）は、日本の実業家である。
滋賀県最大のスーパーマーケットチェーン平和堂を一代で築きあげたことから、滋賀県出身の商人は滋賀県内では大成しない（近江商人）という定説を覆した商人と評される。なお、2012年9月に中国の平和堂店舗が襲撃を受けた際、『みのもんたの朝ズバッ!』と『情報プレゼンター とくダネ!』が平和堂創業一族を在日華僑であると報じたが、これは誤りであり、番組内で訂正と謝罪があった。

## 略歴
滋賀県犬上郡河瀬村大字犬方（現在の彦根市犬方町）生まれ。農家の長男に生まれ、祖母の影響から仏教への信心を深める。父親は河瀬村の村会議員を務めていた。1937年（昭和12年）3月に犬上郡立河瀬青年学校を卒業。1939年（昭和14年）12月に金沢の第9師団に入営し、翌年満州に出征したが、1943年（昭和18年）に一時除隊となり帰国。帰国の1か月後に親類の勧めで結婚し、翌1944年9月に長男が誕生、「せめて子供らだけでも平和に生きていってもらいたい」との思いから「平和」と名付ける。1957年1月には長女ももうける。
彦根銀座にあったマルビシ百貨店の営業再開に関わったことをきっかけに、1953年（昭和28年）12月にマルビシ百貨店のテナントの一つとして夏原商店を創業。1957年（昭和32年）3月に独立した店舗を開き、平和堂設立。1959年（昭和34年）夏に成瀬義一の商業セミナーに参加したことと、翌年正月の新聞に載っていた「近江商人と琵琶湖の鮎」と「男四十にして惑わず」の言葉に刺激され、小売業を一生の仕事とすることを決心、以後平和堂を拡大させていく。1989年（平成元年）5月に社長職を長男夏原平和に譲って取締役会長就任、1999年（平成11年）5月に会長就任、2008年（平成20年）5月には名誉会長に就任した。日本流通産業代表取締役社長（のち会長、名誉会長）、彦根市商工会議所会頭（1979年-1996年）、日本小売業協会理事（1981年-1997年）、彦根納税協会会長（1994年-1998年）などを歴任。趣味はゴルフと囲碁。紺綬褒章（1978年）、藍綬褒章（1987年）、勲三等瑞宝章（1994年）、長沙市第1号名誉市民（1996年）、彦根市名誉市民第4号（2001年）。1997年（平成9年）12月、井伊家からの国宝彦根屏風の購入費約12億円を彦根市に寄付したことがある。
2010年（平成22年）6月19日、肺炎のため91歳で死去。8月5日に彦根市文化プラザで行われた合同葬には約3000人が出席し、滋賀県知事や彦根市長らが弔辞を述べた。